# لاریسا بهرنت
لاریسا یاسمین بهرنت (متولد ۱۹۶۹) یک دانشگاه حقوقی، نویسنده، فیلمساز و مدافع حقوق بومیان استرالیایی است. او استاد حقوق و مدیر برنامه‌های تحقیقاتی و آکادمیک در مؤسسه آموزش و تحقیقات بومی جومبونا در دانشگاه فناوری سیدنی است و دارای کرسی افتتاحیه تحقیقات بومی در UTS است.
بهرنت در سال ۱۹۶۹ در کوما، نیو ساوت ولز از تبار اوئالیایی / کامیلاروی از طرف پدرش به دنیا آمد. مادرش که غیر بومی بود، در اطلاعات نیروی دریایی کار می‌کرد، در حالی که پدرش یک کنترل‌کننده ترافیک هوایی و بعداً یک استاد دانشگاه علوم بومی بود. او در سال ۱۹۸۸ مرکز تحقیقات و منابع بومیان را در دانشگاه نیو ساوت ولز، سیدنی تأسیس کرد.